# Вечный город (фильм)
«Вечный город» (англ. The Eternal City) — немая военная мелодрама 1923 года. Экранизация одноимённого романа Холла Кейна.

## Сюжет
О сироте Давиде Росси заботится бродяга Бруно. Затем мальчика усыновляет доктор Роселли и растит вместе со своей дочерью по имени Рома. Повзрослев, Давид и Рома влюбляются друг в друга. Когда начинается Первая мировая война, Давид и Бруно уходят на фронт. Рома же становится скульптором. Девушке оказывает финансовую поддержку барон Бонелли, тайный лидер коммунистов. Далее Давид переходит на сторону фашистов и становится правой рукой Муссолини. Вновь встретившись с Ромой, он предполагает, что Бонелли — её любовник, и убивает его. Рома берёт вину за гибель своего покровителя на себя, и Давид понимает, что она всегда оставалась верна ему.

## Интересные факты
- Премьера фильма состоялась 17 декабря 1923 года.
- Первая картина, которую Сэмюэль Голдвин спродюсировал после ухода из кинокомпании Goldwyn Pictures.
- Фильм считается утерянным, но сохранились две из восьми частей фильма[1][2].
- В этом фильме в эпизодических ролях самих себя появились Бенито Муссолини и король Италии Виктор Эммануил III.
- В эпизодической роли мальчика-пажа, без указания в титрах, появилась начинающая актриса Бетти Бронсон[3].

## В ролях
- Барбара ла Марр — Донна Рома
- Берт Лителл — Давид Росси
- Лайонел Берримор — барон Бонелли
- Ричард Беннетт — Бруно
- Монтегю Лав — Мингелли

## Производство
Фицморис снял короля Виктора Эммануила III и его премьер-министра Бенито Муссолини на смотре итальянских войск. В октябре 1923 года Фицморис отправил Муссолини копию готового фильма. Муссолини сыграл небольшую роль в фильме и очень помог Фицморису и его компании в течение трёх месяцев их пребывания в Риме. Батальоны солдат были делегированы сниматься в фильме и охранять актёрский состав. Было получено разрешение на использование Колизея, Форума и Римских бань, Старой и Новой Аппиевой дороги в качестве съёмочных площадок.